# Europees kampioenschap voetbal mannen onder 19 - 2017
Het Europees kampioenschap voetbal mannen onder 19 van 2017 was de zestiende editie van het Europees kampioenschap voetbal mannen onder 19, een jaarlijks UEFA-toernooi voor Europese nationale ploegen van spelers geboren op of na 1 januari 1998. Acht landen namen deel aan dit toernooi dan van 2 tot en met 15 juli in Georgië werd gespeeld. Engeland werd winnaar van het toernooi, dat land won dit toernooi voor de tiende keer. In de finale werd Portugal met 2–1 verslagen.

## Kwalificaties
Er deden in totaal 53 landen mee. De kwalificaties voor dit toernooi werden gespeeld in twee rondes.
- Kwalificatieronde (4 oktober – 15 november 2016)
- Eliteronde (22–28 maart 2017)

Spanje was direct geplaatst voor de eliteronde. De andere landen werden in de kwalificatieronde in poules van 4 ingedeeld, waarbij steeds de 2 beste landen zich plaatsten voor de eliteronde. Er waren 13 poules in de kwalificatieronde. In de eliteronde waren er 7 poules van 4, waarbij de winnaars zich kwalificeerden voor het hoofdtoernooi.

### Gekwalificeerde landen
| # | Land      | Gekwalificeerd als          | Eerdere deelnames                              |
| - | --------- | --------------------------- | ---------------------------------------------- |
| 1 | Georgië   | Gastland                    | 2013                                           |
| 2 | Nederland | Eliteronde: Winnaar groep 1 | 2010, 2013, 2015 en 2016                       |
| 3 | Duitsland | Eliteronde: Winnaar groep 2 | 2002, 2004, 2005, 2007, 2008, 2014, 2015, 2016 |
| 4 | Engeland  | Eliteronde: Winnaar groep 3 | 2002, 2003, 2005, 2008, 2009, 2010, 2012, 2016 |
| 5 | Portugal  | Eliteronde: Winnaar groep 4 | 2003, 2006, 2007, 2010, 2012, 2013, 2014, 2016 |
| 6 | Bulgarije | Eliteronde: Winnaar groep 5 | 2008, 2014                                     |
| 7 | Tsjechië  | Eliteronde: Winnaar groep 6 | 2002, 2003, 2006, 2008, 2011                   |
| 8 | Zweden    | Eliteronde: Winnaar groep 7 | Debuut                                         |

Vetgedrukt betekent dat dit land kampioen werd in dat jaar.

## Stadions
| Tbilisi                                  | Tbilisi                                   | Tbilisi                                     | Gori                                          | · Tbilisi Gori |
| ---------------------------------------- | ----------------------------------------- | ------------------------------------------- | --------------------------------------------- | -------------- |
| Micheil Meschistadion Capaciteit: 27.000 | Micheil Meschistadion-2 Capaciteit: 2.000 | David Petriasjvilistadion Capaciteit: 3.000 | Tengiz Boerdzjanadzestadion Capaciteit: 5.000 | · Tbilisi Gori |
| (Micheil Meschistadion)                  | (Micheil Meschistadion)                   | (Tengiz Boerdzjanadzestadion)               | (Tengiz Boerdzjanadzestadion)                 | · Tbilisi Gori |

## Groepsfase

### Groep A
| Pos. | Land     | GW | W | G | V | DV | DT | +/− | Ptn. |
| ---- | -------- | -- | - | - | - | -- | -- | --- | ---- |
| 1    | Portugal | 3  | 2 | 1 | 0 | 5  | 3  | +2  | 7    |
| 2    | Tsjechië | 3  | 2 | 0 | 1 | 5  | 3  | +2  | 6    |
| 3    | Georgië  | 3  | 1 | 0 | 2 | 2  | 4  | –2  | 3    |
| 4    | Zweden   | 3  | 0 | 1 | 2 | 4  | 6  | –2  | 1    |

|                           |              |     |                 |                                                                                         |
| 2 juli 2018 17:30 (UTC+4) | Zweden       | 1–2 | Tsjechië        | Micheil Meschistadion, Tbilisi Toeschouwers: 214 Scheidsrechter: Sergey Lapochkin (RUS) |
| 2 juli 2018 17:30 (UTC+4) | Gyökeres 77' |     | 42', 55' Turyna | Micheil Meschistadion, Tbilisi Toeschouwers: 214 Scheidsrechter: Sergey Lapochkin (RUS) |

|                           |         |                      |          |                                                                                          |
| 2 juli 2018 20:00 (UTC+4) | Georgië | 0–1                  | Portugal | Tengiz Boerdzjanadzestadion, Gori Toeschouwers: 4.156 Scheidsrechter: Davide Massa (ITA) |
| 2 juli 2018 20:00 (UTC+4) |         | 66' (pen.) Rui Pedro |          | Tengiz Boerdzjanadzestadion, Gori Toeschouwers: 4.156 Scheidsrechter: Davide Massa (ITA) |

|                           |                                |     |              |                                                                                           |
| 5 juli 2018 17:30 (UTC+4) | Georgië                        | 2–1 | Zweden       | Micheil Meschistadion, Tbilisi Toeschouwers: 8.300 Scheidsrechter: Srdjan Jovanović (SRB) |
| 5 juli 2018 17:30 (UTC+4) | Kochreidze 3' Tsjakvetadze 31' |     | 47' Gyökeres | Micheil Meschistadion, Tbilisi Toeschouwers: 8.300 Scheidsrechter: Srdjan Jovanović (SRB) |

|                           |              |     |                       |                                                                                          |
| 5 juli 2018 20:00 (UTC+4) | Tsjechië     | 1–2 | Portugal              | David Petriasjvilistadion, Tbilisi Toeschouwers: 743 Scheidsrechter: Ali Palabiyik (TUR) |
| 5 juli 2018 20:00 (UTC+4) | Graiciar 40' |     | 35' Djú 74' Rui Pedro | David Petriasjvilistadion, Tbilisi Toeschouwers: 743 Scheidsrechter: Ali Palabiyik (TUR) |

|                           |                         |     |         | |
| 8 juli 2018 20:00 (UTC+4) | Tsjechië                | 2–0 | Georgië | Micheil Meschistadion, Tbilisi Toeschouwers: 25.154 Scheidsrechter: Mads-Kristoffer Kristoffersen (DEN) |
| 8 juli 2018 20:00 (UTC+4) | Šašinka 45+1' Holík 70' |     |         | Micheil Meschistadion, Tbilisi Toeschouwers: 25.154 Scheidsrechter: Mads-Kristoffer Kristoffersen (DEN) |

|                           |                                 |     |                           |                                                                                               |
| 8 juli 2018 20:00 (UTC+4) | Portugal                        | 2–2 | Zweden                    | Tengiz Boerdzjanadzestadion, Gori Toeschouwers: 1.753 Scheidsrechter: Ola Hobber Nilsen (NOR) |
| 8 juli 2018 20:00 (UTC+4) | Leão 70' João Filipe 87' (pen.) |     | 43' Gyökeres 61' Karlsson | Tengiz Boerdzjanadzestadion, Gori Toeschouwers: 1.753 Scheidsrechter: Ola Hobber Nilsen (NOR) |

### Groep B
| Pos. | Land      | GW | W | G | V | DV | DT | +/− | Ptn. |
| ---- | --------- | -- | - | - | - | -- | -- | --- | ---- |
| 1    | Engeland  | 3  | 3 | 0 | 0 | 7  | 1  | +6  | 9    |
| 2    | Nederland | 3  | 1 | 1 | 1 | 5  | 3  | +2  | 4    |
| 3    | Duitsland | 3  | 1 | 0 | 2 | 5  | 8  | –3  | 3    |
| 4    | Bulgarije | 3  | 0 | 1 | 2 | 1  | 6  | –5  | 1    |

|                           |           |                        |          |                                                                                            |
| 3 juli 2018 17:30 (UTC+4) | Bulgarije | 0–2                    | Engeland | Micheil Meschistadion-2. Tbilisi Toeschouwers: 220 Scheidsrechter: Ola Hobber Nilsen (NOR) |
| 3 juli 2018 17:30 (UTC+4) |           | 1' Mount 48' Sessegnon |          | Micheil Meschistadion-2. Tbilisi Toeschouwers: 220 Scheidsrechter: Ola Hobber Nilsen (NOR) |

|                           |            |     |                                | |
| 3 juli 2018 20:00 (UTC+4) | Duitsland  | 1–4 | Nederland                      | David Petriasjvilistadion, Tbilisi Toeschouwers: 1.245 Scheidsrechter: Mads-Kristoffer Kristoffersen (DEN) |
| 3 juli 2018 20:00 (UTC+4) | Barkok 46' |     | 49', 65', 79' Piroe 90+1' Grot | David Petriasjvilistadion, Tbilisi Toeschouwers: 1.245 Scheidsrechter: Mads-Kristoffer Kristoffersen (DEN) |

|                           |              |     |           |                                                                                     |
| 6 juli 2018 17:30 (UTC+4) | Engeland     | 1–0 | Nederland | Micheil Meschistadion, Tbilisi Toeschouwers: 355 Scheidsrechter: Davide Massa (ITA) |
| 6 juli 2018 17:30 (UTC+4) | Brereton 84' |     |           | Micheil Meschistadion, Tbilisi Toeschouwers: 355 Scheidsrechter: Davide Massa (ITA) |

|                           |                                               |     |           |                                                                                              |
| 6 juli 2018 20:00 (UTC+4) | Duitsland                                     | 3–0 | Bulgarije | Tengiz Boerdzjanadzestadion, Gori Toeschouwers: 3.252 Scheidsrechter: Sergey Lapochkin (RUS) |
| 6 juli 2018 20:00 (UTC+4) | Amenyido 10' Gül 19' (pen.) Friede 54' (pen.) |     |           | Tengiz Boerdzjanadzestadion, Gori Toeschouwers: 3.252 Scheidsrechter: Sergey Lapochkin (RUS) |

|                           |                                             |     |                 |                                                                                            |
| 9 juli 2018 20:00 (UTC+4) | Engeland                                    | 4–1 | Duitsland       | David Petriasjvilistadion, Tbilisi Toeschouwers: 1.887 Scheidsrechter: Ali Palabiyik (TUR) |
| 9 juli 2018 20:00 (UTC+4) | Brereton 52' (pen.), 64' Sessegnon 80', 84' |     | 76' Warschewski | David Petriasjvilistadion, Tbilisi Toeschouwers: 1.887 Scheidsrechter: Ali Palabiyik (TUR) |

|                           |             |     |           |                                                                                             |
| 9 juli 2018 20:00 (UTC+4) | Nederland   | 1–1 | Bulgarije | Tengiz Boerdzjanadzestadion, Gori Toeschouwers: 1.214 Scheidsrechter: Srdjan Jovanović(SRB) |
| 9 juli 2018 20:00 (UTC+4) | Kongolo 50' |     | 55' Rusev | Tengiz Boerdzjanadzestadion, Gori Toeschouwers: 1.214 Scheidsrechter: Srdjan Jovanović(SRB) |

## Knock-outfase
|  | Halve finale      | Halve finale |   |  | Finale         | Finale |  |
|  |                   |              |   |  |                |        |  |
|  | 12 juli – Tbilisi |              |   |  |                |        |  |
|  | Portugal          | 1            |   |  |                |        |  |
|  | Nederland         | 0            |   |  |                |        |  |
|  |                   |              |   |  |                |        |  |
|  |                   |              |   |  | 15 juli – Gori |        |  |
|  |                   |              |   |  | Portugal       | 1      |  |
|  |                   | Engeland     | 2 |  |                |        |  |
|  |                   |              |   |  |                |        |  |
|  |                   |              |   |  |                |        |  |
|  |                   |              |   |  |                |        |  |
|  | 12 juli – Tbilisi |              |   |  |                |        |  |
|  | Engeland          | 1            |   |  |                |        |  |
|  | Tsjechië          | 0            |   |  |                |        |  |

### Halve finale
|                            |               |     |           | |
| 12 juli 2018 17:00 (UTC+4) | Portugal      | 1–0 | Nederland | David Petriasjvilistadion, Tbilisi Toeschouwers: 352 Scheidsrechter: Mads-Kristoffer Kristoffersen (DEN) |
| 12 juli 2018 17:00 (UTC+4) | Fernandes 24' |     |           | David Petriasjvilistadion, Tbilisi Toeschouwers: 352 Scheidsrechter: Mads-Kristoffer Kristoffersen (DEN) |

|                            |              |     |          |                                                                                     |
| 12 juli 2018 20:00 (UTC+4) | Engeland     | 1–0 | Tsjechië | Micheil Meschistadion, Tbilisi Toeschouwers: 762 Scheidsrechter: Davide Massa (ITA) |
| 12 juli 2018 20:00 (UTC+4) | Nmecha 90+3' |     |          | Micheil Meschistadion, Tbilisi Toeschouwers: 762 Scheidsrechter: Davide Massa (ITA) |

### Finale
|                            |                     |     |                        |                                                                                              |
| 15 juli 2018 20:00 (UTC+4) | Portugal            | 1–2 | Engeland               | Tengiz Boerdzjanadzestadion, Gori Toeschouwers: 4.100 Scheidsrechter: Srdjan Jovanović (SRB) |
| 15 juli 2018 20:00 (UTC+4) | Sterling 56' (e.d.) |     | 50' Suliman 68' Nmecha | Tengiz Boerdzjanadzestadion, Gori Toeschouwers: 4.100 Scheidsrechter: Srdjan Jovanović (SRB) |